# Weleśnica Dolna
Weleśnica Dolna (ukr. Нижня Велесниця) – wieś na Ukrainie, w obwodzie iwanofrankiwskim, w rejonie kołomyjskim.